# Copa del Rey 2016-2017
Copa del Rey 2016-2017 a fost ediția cu numărul 115 din Cupa Spaniei. Câștigătoarea a avut un loc asigurat pentru grupele UEFA Europa League 2017-2018.
Barcelona și-a aparat titlul cucerit anul trecut, câștigând în finala în fața lui Alavés cu 3-1.

## Calendarul si formatul
| Faze               | Data tragerii     | Data meciurilor   | Nr. meciuri | Cluburi | Detaliile formatului |
| ------------------ | ----------------- | ----------------- | ----------- | ------- | --- |
| Primul tur         | 22 iulie 2016     | 31 august 2016    | 18          | 83 → 65 | Noi intrări: Cluburi care participă in Tercera și Segunda División B vor juca în primul tur. Eliminări : Șase echipe din Segunda División B vor fi eliminate. Partide : Echipele se vor înfrunta în funcție de criterii deproximitate. Echipa gazdă : va fi aleasă la tragerea la sorți . Tipul întâlnirii: Un singur meci Copa Federación calificare: Echipele care pierd se vor califica pentru 2016-17 Copa Federación, faza națională .                                           |
| Turul 2            | 22 iulie 2016     | 7 septembrie 2016 | 22          | 65 → 43 | Noi intrări: Cluburile din Segunda Division vor juca în turul 2. Eliminări : O echipă din Segunda Division va părăsi competiția.. Echipa oaspete: echipele din Segunda Division se vor confrunta. Echipa gazdă: va fi aleasă la tragerea la sorți . Tipul întâlnirii: Un singur meci |
| Turul 3            | 9 septembrie 2016 | 12 octombrie 2016 | 11          | 43 → 32 | Eliminări : O echipă din Segunda Division B sau Tercera División și alta din Segunda División, va fi eliminată. Echipa oaspete: Echipele din Segunda Division se vor confrunta între ele. Echipa gazdă: va fi aleasă la tragerea la sorți . Tipul întâlnirii: Un singur meci |
| Runda de 32        | 14 octombrie 2016 | 30 noiembrie 2016 | 16          | 32 → 16 | Noi intrări: Cluburile din La Liga vor juca în acest tur. Echipa oaspete: Cele șapte echipe din La Liga , care s-au calificat pentru competițiile UEFA 2016-17, se vor confrunta cu cele șapte echipe rămase din Segunda División B și Tercera División. Cele cinci echipe Segunda Division vor juca împotriva echipelor din La Liga. Cele opt echipe rămase din La Liga se vor confrunta intre ele. Echipa gazdă : Cea care este din liga cea mai slaba. Tipul întâlnirii: Tur-Retur |
| Runda de 32        | 14 octombrie 2016 | 21 decembrie 2016 | 16          | 32 → 16 | Noi intrări: Cluburile din La Liga vor juca în acest tur. Echipa oaspete: Cele șapte echipe din La Liga , care s-au calificat pentru competițiile UEFA 2016-17, se vor confrunta cu cele șapte echipe rămase din Segunda División B și Tercera División. Cele cinci echipe Segunda Division vor juca împotriva echipelor din La Liga. Cele opt echipe rămase din La Liga se vor confrunta intre ele. Echipa gazdă : Cea care este din liga cea mai slaba. Tipul întâlnirii: Tur-Retur |
| Șaisprezecimi      | 23 decembrie 2016 | 4 ianuarie 2017   | 8           | 16 → 8  | Echipa oaspete: Cea care este intr-o liga superioara. Echipa gazdă: Cea care este din liga cea mai slabă. Tipul întâlnirii: Tur-Retur |
| Șaisprezecimi      | 23 decembrie 2016 | 11 ianuarie 2017  | 8           | 16 → 8  | Echipa oaspete: Cea care este intr-o liga superioara. Echipa gazdă: Cea care este din liga cea mai slabă. Tipul întâlnirii: Tur-Retur |
| Sferturi de finală | 13 ianuarie 2016  | 18 ianuarie 2017  | 4           | 8 → 4   | Echipa gazdă: va fi aleasă la tragerea la sorți . Echipa oaspete: va fi aleasă la tragerea la sorți . Tipul întâlnirii: Tur-Retur |
| Sferturi de finală | 13 ianuarie 2016  | 25 ianuarie 2017  | 4           | 8 → 4   | Echipa gazdă: va fi aleasă la tragerea la sorți . Echipa oaspete: va fi aleasă la tragerea la sorți . Tipul întâlnirii: Tur-Retur |
| Semifinală         | TBD               | 1 februarie 2017  | 2           | 4 → 2   | Echipa gazdă: va fi aleasă la tragerea la sorți . Echipa oaspete: va fi aleasă la tragerea la sorți . Tipul întâlnirii: Tur-Retur |
| Semifinală         | TBD               | 8 februarie 2017  | 2           | 4 → 2   | Echipa gazdă: va fi aleasă la tragerea la sorți . Echipa oaspete: va fi aleasă la tragerea la sorți . Tipul întâlnirii: Tur-Retur |
| Finala             | TBD               | 27 May 2017       | 1           | 2 → 1   | Un singur meci. |

- Dacă este egalitate vor fi prelungiri,și apoi penalty-uri (in caz că nu se marchează)!

## Echipele calificate
Următoarele echipe sunt calificate pentru concurs. 
| La Liga 20 de echipe din sezonul 2015-2016. | Segunda División 21 echipe din sezonul 2015-2016. | Segunda División B Primele 5 echipe din fiecare serie si alte 4 cu cele mai multe puncte. | Tercera División the 18 best non-reserve teams of each one of the groups of the 2015–16 season |
| - Athletic Bilbao - Atlético Madrid - Barcelona - Celta Vigo - Deportivo La Coruña - Eibar - Espanyol - Getafe - Granada - Las Palmas - Levante - Málaga - Rayo Vallecano - Real Betis - Real Madrid - Real Sociedad - Sevilla - Sporting Gijón - Valencia - Villarreal | - Alavés - Albacete - Alcorcón - Almería - Córdoba - Elche - Gimnàstic - Girona - Huesca - Leganés - Llagostera - Lugo - Mallorca - Mirandés - Numancia - Osasuna - Oviedo - Ponferradina - Tenerife - Valladolid - Zaragoza | - Alcoyano - Amorebieta - Arenas - Barakaldo - Burgos - Cádiz - Cartagena - Cornellà - Cultural Leonesa - Guijuelo - Hércules - Lleida Esportiu - Lorca FC - Murcia - Racing Ferrol - Racing Santander - Real Unión - Reus Deportiu - Sestao River - Socuéllamos - Toledo - Tudelano - UCAM Murcia - UD Logroñés | - Andorra - Atlético Cirbonero - Atlético Mancha Real - Atlético Saguntino - Atlético Sanluqueño - Boiro - Calahorra - Caudal - Conquense - Extremadura - Formentera - Laredo - Lorca Deportiva - Prat - San Sebastián de los Reyes - Villa de Santa Brígida - Zamora - Zamudio |

## Primul tur
Tragerea la sorți pentru primul și al doilea tur a avut loc pe 22 iulie 2016, la ora 13:00 CET în La Ciudad del Fútbol,la sediul RFEF , în Las Rozas, din Madrid. În această rundă, 33 de echipe din 2016-17 Segunda División B și 9 din 2016-17 Tercera Division au intrat.
La tragerea la sorți, în primul rând șase echipe din Segunda División B va primi un la revedere și apoi, restul echipelor de liga si echipele din Tercera Division se va confrunta în funcție de proximitate criterii de următoarele grupuri:
| Urna 1 Grupa 1 | Urna 2 Grupa 2 | Urna 3 Grupa 3 | Urna 4 Grupa 4 |
| --- | --- | --- | --- |
| Segunda División B: Boiro Burgos Caudal Cultural Leonesa Guijuelo Ponferradina Racing Ferrol Racing Santander Tudelano Tercera Division: Atlético Cirbonero Laredo Zamora | Segunda División B: Albacete Amorebieta-etxano Arenas Barakaldo Real Union San Sebastian de los Reyes Sestao Râu Socuéllamos Toledo UD Logroñés Zamudio Tercera Division: Calahorra Conquense Villa Santa Brigida | Segunda División B: Alcoyano Atlético Saguntino Cornellà Hercules Llagostera Lleida Esportiu Prat Tercera Division: Andorra Formentera | Segunda División B: Atlético Mancha Real Atlético Sanluqueño Cartagena Extremadura Lorca FC Murcia Tercera Division: Lorca Deportiva |

- Alcoyano, Arene, Cartagena, Llagostera, Racing Santander si Tudelano a primit un wild card pentru cel de-al doilea tur .

| 31 august 2016 | Caudal             | 2–1    | Burgos   | Mieres                                                          |  |
| 18:00          | Roni 69' Quero 90' | Report | Cusi 11' | Stadion: Hermanos Antuña Spectatori: 550 Arbitru: García Martín |  |

| 31 august 2016 | Andorra | 0–5    | Hércules                                       | Andorra                                                                  |  |
| 18:00          |         | Report | Mainz 28', 66' Gaspar 70' Juanma 87' Nieto 90' | Stadion: Juan Antonio Endeiza Spectatori: 250 Arbitru: Galech Apezteguia |  |

| 31 august 2016 | Atlético Cirbonero            | 0–0 (d.p.) (6–5 d.l.d.)                                                      | Ponferradina | Cintruénigo                                                    |  |
| 19:00 |                               | Report                                                                       |              | Stadion: San Juan Spectatori: 850 Arbitru: Sáez de Adana Oribe |  |
| | Penalty-uri de departajare⁠(d) |                                                                              |              |                                                                |  |
| Javier Álvarez · Ricardo Viamonte · David González · Íñigo Alayeto · Ander Hualde · Rubén Martínez · Isidro del Río |                               | Fuster · Cidoncha · Rayco · Menudo · Jonathan Ruiz · Pastrana · Xisco Campos |              |                                                                |  |

| 31 august 2016 | Boiro      | 1–3 (d.p.) | Guijuelo                      | Boiro                                                          |  |
| 20:00          | Gonzalo 3' | Report     | Pino 8' Vidal 105' Dimas 120' | Stadion: Barraña Spectatori: 1,000 Arbitru: Jaime Ruiz Álvarez |  |

| 31 august 2016 | Sestao River                                           | 4–2    | Villa de Santa Brígida | Sestao                                                                 |  |
| 20:00          | Rodri 56' Jon García 75' Santamaría 88' Elguezabal 89' | Report | Javi Trujillo 9', 54'  | Stadion: Las Llanas Spectatori: 1,000 Arbitru: José Antonio López Toca |  |

| 31 august 2016 | Amorebieta                      | 2–1 (d.p.) | Socuéllamos       | Amorebieta-Etxano                                                 |  |
| 20:00          | Olaortua 57' Dani Hernández 97' | Report     | Diego Sánchez 16' | Stadion: Urritxe Spectatori: 1.413.041 Arbitru: Sergio Usón Rosel |  |

| 31 august 2016                             | Atlético Saguntino            | 1–1 (d.p.) (3–4 d.l.d.)                      | Formentera       | Sagunto                                                           |  |
| 20:00                                      | David Fas 72'                 | Report                                       | Juan Antonio 11' | Stadion: Morvedre Spectatori: 1,000 Arbitru: Albert Ávalos Martos |  |
|                                            | Penalty-uri de departajare⁠(d) |                                              |                  |                                                                   |  |
| Lois · David Fas · Pibe · Gámez · Ferreras |                               | Liñán · Dailos · Gabri · Lolo · Juan Antonio |                  |                                                                   |  |

| 31 august 2016 | Laredo            | 2–3 (d.p.) | Cultural Leonesa                        | Laredo                                                                 |  |
| 20:30          | Luis 47' Vina 75' | Report     | Moreno 17' Gallar 80' Ángel Bastos 103' | Stadion: San Lorenzo Spectatori: 600 Arbitru: Carlos Álvarez Fernández |  |

| 31 august 2016 | Barakaldo                          | 4–0    | Zamudio | Barakaldo                                                     |  |
| 20:30          | Vitoria 7', 88' Yurrebaso 27', 35' | Report |         | Stadion: Lasesarre Spectatori: 1,000 Arbitru: César Díez Cano |  |

| 31 august 2016                               | Calahorra                     | 0–0 (d.p.) (3–1 d.l.d.)              | UD Logroñés | Calahorra                                                        |  |
| 20:30                                        |                               | Report                               |             | Stadion: La Planilla Spectatori: 700 Arbitru: David Recio Moreno |  |
|                                              | Penalty-uri de departajare⁠(d) |                                      |             |                                                                  |  |
| Del Puente · Satrústegui · Cristian · Toledo |                               | Adrián León · Espina · Mendi · Chevi |             |                                                                  |  |

| 31 august 2016 | Lleida Esportiu | 1–0    | Prat | Mollerussa                                                            |  |
| 20:30          | Moreno 60'      | Report |      | Stadion: Municipal Spectatori: 1.413.041 Arbitru: Daniel Yuste Querol |  |

| 31 august 2016 | Lorca Deportiva | 1–2 (d.p.) | Lorca FC       | Lorca                                                               |  |
| 20:45          | Momprevil 90'   | Report     | Onwu 89', 104' | Stadion: Mundial 82 Spectatori: 1,000 Arbitru: Antonio Artacho Cobo |  |

| 31 august 2016 | Cornellà                   | 2–1 (d.p.) | San Sebastián de los Reyes     | Cornellà de Llobregat                                        |  |
| 20:45          | Enric 78' Borja López 120' | Report     | Rubén Negredo 89' · Arranz 89' | Stadion: Nou Camp Spectatori: 500 Arbitru: Víctor Rives Leal |  |

| 31 august 2016 | Racing Ferrol                          | 3–2    | Zamora                                | Ferrol                                                                |  |
| 21:00          | Sergio Martín 22' Nano 68' Delgado 76' | Report | Caramelo 25' · Iñaki 79' · Juanan 89' | Stadion: A Malata Spectatori: 1,000 Arbitru: Eduardo Rodríguez García |  |

| 31 august 2016 | Albacete               | 2–1    | Real Unión | Albacete                                                                 |  |
| 21:00          | Aridane 13' Agulló 22' | Report | Urkizu 87' | Stadion: Carlos Belmonte Spectatori: 2,000 Arbitru: Rafael Sánchez López |  |

| 31 august 2016 | Extremadura                                                             | 5–0    | Atlético Mancha Real | Almendralejo                                                                  |  |
| 21:00          | Javi Pérez 17' Willy 36' Diego Díaz 77' David Agudo 87' José Manuel 89' | Report |                      | Stadion: Francisco de la Hera Spectatori: 1,500 Arbitru: Rubén Ruipérez Marín |  |

| 31 august 2016 | Toledo             | 2–0    | Conquense              | Toledo                                                                          |  |
| 21:30          | Owusu 90+5', 90+7' | Report | Alonso 89' · Pablo 90' | Stadion: Salto del Caballo Spectatori: 1.413.041 Arbitru: Alfonso Vicente Moral |  |

| 31 august 2016 | Atlético Sanluqueño | 1–0    | Murcia | Sanlúcar de Barrameda                                                        |  |
| 21:30          | Jose 76'            | Report |        | Stadion: El Palmar Spectatori: 2,000 Arbitru: Francisco José Hernández Maeso |  |

## A doua rundă
În runda a doua, echipe din Segunda División vor juca între ele și echipe din Segunda División B și Tercera vor  juca separat. Cordoba a primit un wild card pentru a treia rundă.
| 6 September 2016 | Mirandés                     | 2–2 (d.p.) (3–4 d.l.d.) | Elche                  | Miranda de Ebro                                            |  |
| 19:00            | Sangalli 25' Guarrotxena 58' | Report                  | Guillermo 17' Nino 76' | Stadion: Anduva Spectatori: 2,727 Arbitru: Prieto Iglesias |  |

| 6 September 2016 | Lugo       | 1–2    | Tenerife                       | Lugo                                                         |  |
| 20:00            | Iriome 22' | Report | Germán 39' Cristo González 60' | Stadion: Anxo Carro Spectatori: 2,500 Arbitru: Areces Franco |  |

| 6 September 2016 | Almería | 0–2    | Rayo Vallecano   | Almería                                                                       |  |
| 22:00            |         | Report | Aguirre 62', 90' | Stadion: Juegos Mediterráneos Spectatori: 5,397 Arbitru: Arcediano Monescillo |  |

| 7 September 2016 | Albacete                               | 2–0    | Arenas | Albacete                                                                            |  |
| 17:00            | Aketxe 48' (pen.) Ibon Díez 85' (o.g.) | Report |        | Stadion: Carlos Belmonte Spectatori: 1.413.041 Arbitru: Juan Antonio Campos Salinas |  |

| 7 September 2016 | Tudelano             | 1–0    | Atlético Sanluqueño | Tudela                                                                        |  |
| 17:00            | Ion Vélez 82' (pen.) | Report |                     | Stadion: Ciudad de Tudela Spectatori: 1.413.041 Arbitru: Óscar Herrero Arenas |  |

| 7 September 2016 | Caudal             | 1–0    | Lleida Esportiu | Mieres                                                        |  |
| 17:45            | David González 27' | Report |                 | Stadion: Hermanos Antuña Spectatori: 600 Arbitru: López Parra |  |

| 7 September 2016 | Gimnàstic        | 1–0 (d.p.) | Numancia | Tarragona                                                   |  |
| 19:00            | José Carlos 100' | Report     |          | Stadion: Nou Estadi Spectatori: 3,787 Arbitru: Sagués Oscoz |  |

| 7 September 2016 | Formentera | 2–2 (d.p.) (9–8 d.l.d.) | Lorca FC | Sant Francesc Xavier                     |  |
| 19:30            |            |                         |          | Stadion: Municipal Spectatori: 1.413.041 |  |

| 7 September 2016 | Cádiz     | 1–1 (d.p.) (3–2 d.l.d.) | Levante   | Cádiz                                                                 |  |
| 20:00            | Güiza 42' | Report                  | Roger 71' | Stadion: Ramón de Carranza Spectatori: 12,389 Arbitru: Alberola Rojas |  |

| 7 September 2016 | Guijuelo | 1–0 | Sestao River | Guijuelo                                 |  |
| 20:15            |          |     |              | Stadion: Municipal Spectatori: 1.413.041 |  |

| 7 September 2016 | Racing Santander | 2–1 | Llagostera | Santander                                   |  |
| 20:30            |                  |     |            | Stadion: El Sardinero Spectatori: 1.413.041 |  |

| 7 September 2016 | Racing Ferrol | 0–0 (d.p.) (4–5 d.l.d.) | Atlético Cirbonero | Ferrol                                  |  |
| 20:30            |               |                         |                    | Stadion: A Malata Spectatori: 1.413.041 |  |

| 7 September 2016 | Cultural Leonesa | 3–1 | Calahorra | León                                         |  |
| 20:30            |                  |     |           | Stadion: Reino de León Spectatori: 1.413.041 |  |

| 7 September 2016 | Barakaldo | 3–3 (d.p.) (2–3 d.l.d.) | Amorebieta | Barakaldo                                |  |
| 20:30            |           |                         |            | Stadion: Lasesarre Spectatori: 1.413.041 |  |

| 7 September 2016 | Toledo | 4–0 | Alcoyano | Toledo                                           |  |
| 20:30            |        |     |          | Stadion: Salto del Caballo Spectatori: 1.413.041 |  |

| 7 September 2016 | Cornellà | 3–1 (d.p.) | Extremadura | Cornellà de Llobregat                    |  |
| 20:45            |          |            |             | Stadion: Municipal Spectatori: 1.413.041 |  |

| 7 September 2016 | Cartagena | 1–1 (d.p.) (5–6 d.l.d.) | Hércules | Cartagena                                  |  |
| 21:30            |           |                         |          | Stadion: Cartagonova Spectatori: 1.413.041 |  |

| 7 September 2016 | Zaragoza | 1–2    | Valladolid                  | Zaragoza                                                        |  |
| 22:00            | Popa 69' | Report | Míchel 5' Raúl de Tomás 33' | Stadion: La Romareda Spectatori: 1.413.041 Arbitru: Arias López |  |

| 7 September 2016 | Mallorca    | 1–0 (d.p.) | Reus Deportiu | Palma                                                        |  |
| 22:00            | Brandon 93' | Report     |               | Stadion: Iberostar Spectatori: 4,790 Arbitru: Pulido Santana |  |

| 8 September 2016 | Huesca    | 1-0    | Girona | Huesca                                                  |  |
| 19:00            | David 86' | Raport |        | Stadion: El Alcoraz Spectatori: 2,012 Arbitru: Ais Reig |  |

| 8 September 2016 | UCAM Murcia                        | 4-3 (d.p) | Oviedo                       | Murcia                                                                |  |
| 20:00            | Nono 26' Juande 33' Tito 63', 110' | Raport    | Linares 23' Michu 82', 90+3' | Stadion: La Condomina Spectatori: 1.413.041 Arbitru: Cuadra Fernández |  |

| 8 September 2016 | Alcorcón       | 1-0    | Getafe | Alcorcón                                                           |  |
| 22:00            | Iván Alejo 18' | Raport |        | Stadion: Santo Domingo Spectatori: 1.413.041 Arbitru: Valdés Aller |  |

## Turul trei
| 11 October 2016 | Elche | 0–1    | Alcorcón           | Elche                                                                       |  |
| 21:00           |       | Report | Luis Fernández 75' | Stadion: Manuel Martínez Valero Spectatori: 5,470 Arbitru: Figueroa Vázquez |  |

| 12 October 2016                                        | Tudelano                      | 0–0 (d.p.) (3–4 d.l.d.)                         | Formentera | Tudela                                                                |  |
| 12:00                                                  |                               |                                                 |            | Stadion: Ciudad de Tudela Spectatori: 1.413.041 Arbitru: Baiges Dones |  |
|                                                        | Penalty-uri de departajare⁠(d) |                                                 |            |                                                                       |  |
| Lázaro · Óscar Vega · Iñigo Ros · Javi Cabezas · Iñaki |                               | Liñán · Javi Rosa · Larra · Lolo · Juan Antonio |            |                                                                       |  |

| 12 October 2016 | Mallorca    | 1–2    | UCAM Murcia              | Palma                                                       |  |
| 12:00           | Salomão 56' | Report | Juanma 5' Jesús Imaz 70' | Stadion: Iberostar Spectatori: 5,651 Arbitru: Medié Jiménez |  |

| 12 October 2016 | Atlético Cirbonero | 1–2 (d.p.) | Guijuelo                | Cintruénigo                                                        |  |
| 17:00           | González 109'      |            | Carmona 111' Aspas 120' | Stadion: San Juan Spectatori: 1.413.041 Arbitru: Rezola Etxeberria |  |

| 12 October 2016                                                   | Rayo Vallecano                | 1–1 (d.p.) (4–5 d.l.d.)                                      | Gimnàstic  | Madrid                                                  |  |
| 17:00                                                             | Manucho 51'                   |                                                              | Maloku 24' | Stadion: Vallecas Spectatori: 5,282 Arbitru: Eiriz Mata |  |
|                                                                   | Penalty-uri de departajare⁠(d) |                                                              |            |                                                         |  |
| Trashorras · Zé Castro · Nacho · Miku · Manucho · Beltrán · Quini |                               | Madinda · Kakabadze · López · Emaná · Moha · Suzuki · Molina |            |                                                         |  |

| 12 October 2016 | Racing Santander          | 2–0 | Amorebieta | Santander                                                         |  |
| 18:00           | Aquino 21' César Díaz 90' |     |            | Stadion: El Sardinero Spectatori: 9,719 Arbitru: Carbajales Gómez |  |

| 12 October 2016 | Cultural Leonesa            | 2–1 (d.p.) | Albacete   | León                                                                     |  |
| 18:00           | Mario Ortiz 76' Gallar 103' |            | Aketxe 72' | Stadion: Reino de León Spectatori: 3,616 Arbitru: J. Iglesias Villanueva |  |

| 12 October 2016 | Hércules                     | 2–1 | Cornellà  | Alicante                                                              |  |
| 18:00           | Chechu 76' Gaspar 59' (pen.) |     | Enric 80' | Stadion: José Rico Pérez Spectatori: 1.413.041 Arbitru: Varón Aceitón |  |

| 12 October 2016 | Toledo                                            | 4–1 | Caudal      | Toledo                                                                 |  |
| 19:00           | Grbović 44' Toni 69' Lolo 76' (pen.) González 90' |     | Álvarez 45' | Stadion: Salto del Caballo Spectatori: 1.413.041 Arbitru: Muñoz Piedra |  |

| 12 October 2016 | Cádiz      | 1–2 | Córdoba                 | Cádiz                                                                     |  |
| 19:00           | García 35' |     | Juli 28' Piovaccari 40' | Stadion: Ramón de Carranza Spectatori: 10,966 Arbitru: De la Fuente Ramos |  |

| 12 October 2016 | Valladolid                    | 3–1 (d.p.) | Tenerife  | Valladolid                                                      |  |
| 21:00           | Dražić 79', 120' de Tomás 98' |            | Amath 84' | Stadion: José Zorrilla Spectatori: 4,210 Arbitru: Pérez Montero |  |

## Runda de 32
Tragerea la sorți pentru optimile de 32 a avut loc pe 14 octombrie 2016, în La Ciudad del Fútbol . În această rundă, toate echipe din La Liga vor intra în competiție. 
Runda a 32 de perechi se va disputa astfel: cele șapte echipe rămase participante la 2016-17 Segunda División B și Tercera División se va confrunta cu echipele din 2016-17 La Liga. Cele cinci echipe rămase participante la Segunda División se vor confrunta cu cele cinci echipe din La Liga  care nu s-au calificat pentru competițiile europene și echipa Europa League rămasă din urna 2 , care nu sa confruntat cu nicio echipă din urna 1. Cele opt echipe rămase din La Liga se vor confrunta față în față. În meciurile cu echipe din diferite niveluri de liga, echipa din nivelul inferior va juca prima manșă acasă. Această regulă se va aplica și în Șaisprezecimi, dar nu și pentru sferturile de finală și semifinale, în care ordinea de tururi se va baza pe norocul la tragerea la sorți.

### Tur
| 26 octombrie 2016 | Cultural Leonesa | 1–7    | Real Madrid                                                                   | León                                                               |  |
| 21:00             | Benja 84'        | Report | Zuiverloon 6' (o.g.) Asensio 32', 53' Morata 46', 55' Nacho 68' Mariano 90+2' | Stadion: Reino de León Spectatori: 11,516 Arbitru: Trujillo Suárez |  |

| 29 noiembrie 2016 | Leganés    | 1–3    | Valencia                               | Leganés                                                        |  |
| 20:00             | Machís 59' | Report | El Haddadi 3' Medrán 25' Bakkali 90+1' | Stadion: Butarque Spectatori: 6,781 Arbitru: González González |  |

| 29 noiembrie 2016 | Alcorcón   | 1–1    | Espanyol  | Alcorcón                                                      |  |
| 21:00             | Álvaro 51' | Report | Reyes 84' | Stadion: Santo Domingo Spectatori: 1,687 Arbitru: Gil Manzano |  |

| 29 noiembrie 2016 | Sporting Gijón | 1–2    | Eibar                  | Gijón                                                            |  |
| 21:00             | Viguera 62'    | Report | Bebé 2' Rubén Peña 89' | Stadion: El Molinón Spectatori: 11,806 Arbitru: Sánchez Martínez |  |

| 29 noiembrie 2016 | Real Betis   | 1–0    | Deportivo La Coruña | Sevilla                                                                     |  |
| 22:00             | Sanabria 19' | Report |                     | Stadion: Benito Villamarín Spectatori: 18,774 Arbitru: De Burgos Bengoetxea |  |

| 30 noiembrie 2016 | Toledo | 0–3    | Villarreal                                    | Toledo                                                                      |  |
| 19:00             |        | Report | Jiménez 15' (o.g.) Bakambu 20' Castillejo 81' | Stadion: Salto del Caballo Spectatori: 1.413.041 Arbitru: Estrada Fernández |  |

| 30 noiembrie 2016 | Formentera | 1–5    | Sevilla                                               | Sant Francesc Xavier                                           |  |
| 19:00             | Gabri 26'  | Report | Ben Yedder 1' (pen.), 74' (pen.) Correa 15', 29', 43' | Stadion: Municipal Spectatori: 2,416 Arbitru: Martínez Munuera |  |

| 30 noiembrie 2016 | Guijuelo | 0–6    | Atlético Madrid                                                       | Salamanca                                                           |  |
| 21:00             |          | Report | Saúl 29' (pen.) Vrsaljko 45' Carrasco 49', 53' Correa 57' Roberto 85' | Stadion: El Helmántico Spectatori: 15,528 Arbitru: Undiano Mallenco |  |

| 30 noiembrie 2016 | UCAM Murcia | 0–1    | Celta Vigo | Murcia                                                                 |  |
| 21:00             |             | Report | Gómez 42'  | Stadion: La Condomina Spectatori: 1.413.041 Arbitru: Álvarez Izquierdo |  |

| 30 noiembrie 2016 | Córdoba                 | 2–0    | Málaga | Córdoba                                                     |  |
| 21:00             | Rodri 71' Domínguez 83' | Report |        | Stadion: El Arcángel Spectatori: 6,217 Arbitru: Mateu Lahoz |  |

| 30 noiembrie 2016 | Granada   | 1–0    | Osasuna | Granada                                                          |  |
| 21:00             | Toral 52' | Report |         | Stadion: Los Cármenes Spectatori: 8,872 Arbitru: Vicandi Garrido |  |

| 30 noiembrie 2016 | Hércules  | 1–1    | Barcelona | Alicante                                                         |  |
| 22:00             | Mainz 52' | Report | Aleñá 58' | Stadion: José Rico Pérez Spectatori: 14,250 Arbitru: Ocón Arraiz |  |

| 1 decembrie 2016 | Valladolid      | 1–3    | Real Sociedad                  | Valladolid                                                            |  |
| 20:00            | Mata 14' (pen.) | Report | I. Martínez 7' Juanmi 62', 74' | Stadion: José Zorrilla Spectatori: 7,280 Arbitru: Hernández Hernández |  |

| 1 decembrie 2016 | Huesca                   | 2–2    | Las Palmas                     | Huesca                                                                |  |
| 21:00            | Camacho 65' Aguilera 71' | Report | Asdrúbal 11' (pen.) Hernán 53' | Stadion: El Alcoraz Spectatori: 2,246 Arbitru: I. Iglesias Villanueva |  |

| 1 decembrie 2016 | Gimnàstic | 0–3    | Alavés                      | Tarragona                                                  |  |
| 21:00            |           | Report | Toquero 15', 52' Santos 63' | Stadion: Nou Estadi Spectatori: 3,032 Arbitru: Jaime Latre |  |

| 1 decembrie 2016 | Racing Santander | 1–2    | Athletic Bilbao | Santander                                                         |  |
| 22:00            | Cobo 23'         | Report | García 11', 28' | Stadion: El Sardinero Spectatori: 10,661 Arbitru: Munuera Montero |  |

### Retur
| 30 November 2016 | Real Madrid                                                    | 6–1    | Cultural Leonesa | Madrid                                                              |  |
| 19:00            | Mariano 1', 42', 87' Rodríguez 23' Enzo 63' Morgado 90' (o.g.) | Report | Yeray 45'        | Stadion: Santiago Bernabéu Spectatori: 47,656 Arbitru: Melero López |  |

| 20 December 2016 | Villarreal | 1–1    | Toledo    | Villarreal                                                         |  |
| 19:00            | Pato 60'   | Report | Villa 57' | Stadion: El Madrigal Spectatori: 12,157 Arbitru: Álvarez Izquierdo |  |

| 20 December 2016 | Real Sociedad | 1–1    | Valladolid          | San Sebastián                                                |  |
| 20:00            | Juanmi 12'    | Report | González 44' (o.g.) | Stadion: Anoeta Spectatori: 13,161 Arbitru: Undiano Mallenco |  |

| 20 December 2016 | Atlético Madrid                               | 4–1    | Guijuelo | Madrid                                                                  |  |
| 21:00            | Gaitán 17' Correa 22' Juanfran 29' Torres 45' | Report | Pino 80' | Stadion: Vicente Calderón Spectatori: 23,478 Arbitru: Estrada Fernández |  |

| 20 December 2016 | Málaga                     | 3–4    | Córdoba                                        | Málaga                                                       |  |
| 21:00            | Sandro 18', 39' Santos 88' | Report | Piovaccari 28', 41' Pedro Ríos 68' (pen.), 89' | Stadion: La Rosaleda Spectatori: 15,351 Arbitru: Ocón Arraiz |  |

| 20 December 2016 | Las Palmas              | 2–1    | Huesca     | Las Palmas                                                    |  |
| 22:00            | García 14' Asdrúbal 60' | Report | Kilian 90' | Stadion: Gran Canaria Spectatori: 10,195 Arbitru: Mateu Lahoz |  |

| 21 December 2016 | Sevilla                                                                  | 9–1    | Formentera | Sevilla                                                                        |  |
| 19:00            | Ganso 14' Vietto 22', 43', 45' Ben Yedder 24', 55', 88' Sarabia 27', 77' | Report | Gabri 61'  | Stadion: Ramón Sánchez Pizjuán Spectatori: 10,930 Arbitru: Iglesias Villanueva |  |

| 21 December 2016 | Eibar                            | 3–1    | Sporting Gijón | Eibar                                                  |  |
| 19:00            | Kike 1', 46' Adrián González 44' | Report | Rubén 89'      | Stadion: Ipurua Spectatori: 4,085 Arbitru: Gil Manzano |  |

| 21 December 2016 | Osasuna                        | 2–0    | Granada | Pamplona                                                      |  |
| 21:00            | Berenguer 45' Jaime Romero 59' | Report |         | Stadion: El Sadar Spectatori: 9,464 Arbitru: Del Cerro Grande |  |

| 21 December 2016 | Valencia         | 2–1    | Leganés    | Valencia                                                   |  |
| 21:00            | Rodrigo 36', 89' | Report | Machís 49' | Stadion: Mestalla Spectatori: 22,041 Arbitru: Melero López |  |

| 21 December 2016 | Deportivo La Coruña                     | 3–1    | Real Betis  | A Coruña                                                      |  |
| 21:00            | Arribas 11' Luisinho 54' Ryan Babel 59' | Report | Piccini 66' | Stadion: Riazor Spectatori: 17,145 Arbitru: González González |  |

| 21 December 2016 | Barcelona                                                                    | 7–0    | Hércules | Barcelona                                                     |  |
| 22:00            | Digne 37' Rakitić 45' (pen.) Rafinha 50' Arda 55', 86', 89' Paco Alcácer 73' | Report |          | Stadion: Camp Nou Spectatori: 64,025 Arbitru: Munuera Montero |  |

| 22 December 2016 | Celta Vigo | 1–0    | UCAM Murcia | Vigo                                                         |  |
| 20:00            |            | Report |             | Stadion: Balaídos Spectatori: 9,161 Arbitru: Vicandi Garrido |  |

| 22 December 2016 | Alavés | 3–0    | Gimnàstic | Vitoria-Gasteiz                                               |  |
| 20:00            |        | Report |           | Stadion: Mendizorrotza Spectatori: 11,043 Arbitru: Clos Gómez |  |

| 22 December 2016 | Athletic Bilbao | 3–0    | Racing Santander | Bilbao                                                         |  |
| 21:00            |                 | Report |                  | Stadion: San Mamés Spectatori: 29,633 Arbitru: Trujillo Suárez |  |

| 22 December 2016                                | Espanyol                      | 1–1 (d.p.) (3–4 d.l.d.)                                              | Alcorcón           | Cornellà de Llobregat                                                 |  |
| 21:00                                           | Hernán Pérez 83'              | Report                                                               | Álvaro Giménez 20' | Stadion: RCDE Stadium Spectatori: 9,143 Arbitru: De Burgos Bengoetxea |  |
|                                                 | Penalty-uri de departajare⁠(d) |                                                                      |                    |                                                                       |  |
| Piatti · Aarón · Gerard · Hernán Pérez · Jurado |                               | David Rodríguez · Víctor Pérez · Óscar Plano · Samu · Álvaro Giménez |                    |                                                                       |  |

## Runda de 16
| Echipa #1           | Total   | Echipa #2       | Tur | Retur |
| ------------------- | ------- | --------------- | --- | ----- |
| Valencia            | 2–6     | Celta Vigo      | 1–4 | 1–2   |
| Osasuna             | 0–3     | Eibar           | 0–3 | 0–0   |
| Las Palmas          | 3–4     | Atlético Madrid | 0–2 | 3–2   |
| Deportivo La Coruña | 3–3 (a) | Alavés          | 2–2 | 1–1   |
| Alcorcón            | 2–1     | Córdoba         | 0–0 | 2–1   |
| Real Sociedad       | 4–2     | Villarreal      | 3–1 | 1–1   |
| Real Madrid         | 6–3     | Sevilla         | 3–0 | 3–3   |
| Athletic Bilbao     | 3–4     | Barcelona       | 2–1 | 1–3   |

### Tur
| 3 ianuarie 2017 | Valencia          | 1–4    | Celta Vigo                                         | Valencia                                                        |  |
| 20:00           | Parejo 58' (pen.) | Report | Aspas 3' (pen.) Bongonda 14' Wass 19' Guidetti 75' | Stadion: Mestalla Spectatori: 33,958 Arbitru: Estrada Fernández |  |

| 3 ianuarie 2017 | Osasuna | 0–3    | Eibar                        | Pamplona                                                        |  |
| 20:00           |         | Report | Nano 28' Bebé 75' Adrián 90' | Stadion: El Sadar Spectatori: 12,651 Arbitru: González González |  |

| 3 ianuarie 2017 | Las Palmas | 0–2    | Atlético Madrid        | Las Palmas                                                         |  |
| 22:15           |            | Report | Koke 23' Griezmann 51' | Stadion: Gran Canaria Spectatori: 26,032 Arbitru: Martínez Munuera |  |

| 3 ianuarie 2017 | Deportivo La Coruña         | 2–2    | Alavés                     | A Coruña                                                        |  |
| 22:15           | Bruno Gama 73' Joselu 90+3' | Report | Santos 3' Édgar 45' (pen.) | Stadion: Riazor Spectatori: 17,887 Arbitru: Hernández Hernández |  |

| 4 ianuarie 2017 | Alcorcón | 0–0    | Córdoba | Alcorcón                                                          |  |
| 20:00           |          | Report |         | Stadion: Santo Domingo Spectatori: 1,527 Arbitru: Prieto Iglesias |  |

| 4 ianuarie 2017 | Real Sociedad                           | 3–1    | Villarreal    | San Sebastián                                          |  |
| 20:00           | Willian José 17' Vela 33' Oyarzabal 72' | Report | Trigueros 77' | Stadion: Anoeta Spectatori: 16,414 Arbitru: Clos Gómez |  |

| 4 ianuarie 2017 | Real Madrid                          | 3–0    | Sevilla | Madrid                                                             |  |
| 22:15           | Rodríguez 11', 44' (pen.) Varane 29' | Report |         | Stadion: Santiago Bernabéu Spectatori: 78,969 Arbitru: Mateu Lahoz |  |

| 5 ianuarie 2017 | Athletic Bilbao         | 2–1    | Barcelona | Bilbao                                                            |  |
| 22:15           | Aduriz 25' Williams 28' | Report | Messi 52' | Stadion: San Mamés Spectatori: 45,772 Arbitru: Fernández Borbalán |  |

### Retur
| 10 ianuarie 2017 | Atlético Madrid          | 2–3    | Las Palmas                   | Madrid                                                                 |  |
| 22:15            | Griezmann 49' Correa 61' | Report | Livaja 57', 89' García 90+3' | Stadion: Vicente Calderón Spectatori: 21,357 Arbitru: Sánchez Martínez |  |

| 11 ianuarie 2017 | Córdoba       | 1–2    | Alcorcón                           | Córdoba                                                            |  |
| 20:00            | Piovaccari 9' | Report | David Rodríguez 51' Iván Alejo 68' | Stadion: Nuevo Arcángel Spectatori: 10,110 Arbitru: Alberola Rojas |  |

| 11 ianuarie 2017 | Alavés (a) | 1–1    | Deportivo La Coruña | Vitoria-Gasteiz                                                      |  |
| 20:00            | Édgar 45'  | Report | Arribas 62'         | Stadion: Mendizorrotza Spectatori: 16,765 Arbitru: Estrada Fernández |  |

| 12 ianuarie 2017 | Celta Vigo            | 2–1    | Valencia   | Vigo                                                             |  |
| 20:00            | Rossi 61' Sisto 90+3' | Report | Araújo 63' | Stadion: Balaídos Spectatori: 9,970 Arbitru: Hernández Hernández |  |

| 12 ianuarie 2017 | Eibar | 0–0    | Osasuna | Eibar                                                  |  |
| 20:00            |       | Report |         | Stadion: Ipurua Spectatori: 3,627 Arbitru: Jaime Latre |  |

| 12 ianuarie 2017 | Sevilla                                  | 3–3    | Real Madrid                                | Sevilla                                                                     |  |
| 22:15            | Danilo 10' (o.g.) Jovetić 53' Iborra 77' | Report | Asensio 48' Ramos 83' (pen.) Benzema 90+3' | Stadion: Ramón Sánchez Pizjuán Spectatori: 36,943 Arbitru: Undiano Mallenco |  |

## Sferturi de finală
| Team 1          | Scor gen. | Team 2     | Tur | Retur |
| --------------- | --------- | ---------- | --- | ----- |
| Real Sociedad   | 2–6       | Barcelona  | 0–1 | 2–5   |
| Alcorcón        | 0–2       | Alavés     | 0–2 | 0–0   |
| Atlético Madrid | 5–2       | Eibar      | 3–0 | 2–2   |
| Real Madrid     | 3–4       | Celta Vigo | 1–2 | 2–2   |

### Tur
| 18 ianuarie 2017 | Alcorcón | 0–2    | Alavés          | Alcorcón                                                            |  |
| 20:15            |          | Raport | Ibai 90', 90+4' | Stadion: Santo Domingo Spectatori: 3,398 Arbitru: Álvarez Izquierdo |  |

| 18 ianuarie 2017 | Real Madrid | 1–2    | Celta Vigo          | Madrid                                                                    |  |
| 22:15            | Marcelo 69' | Raport | Aspas 64' Jonny 70' | Stadion: Santiago Bernabéu Spectatori: 58,196 Arbitru: Fernández Borbalán |  |

| 19 ianuarie 2017 | Atlético Madrid                      | 3–0    | Eibar | Madrid                                                            |  |
| 20:15            | Griezmann 28' Correa 60' Gameiro 68' | Raport |       | Stadion: Vicente Calderón Spectatori: 24,826 Arbitru: Mateu Lahoz |  |

| 19 ianuarie 2017 | Real Sociedad | 0–1    | Barcelona         | San Sebastián                                                 |  |
| 22:15            |               | Raport | Neymar 21' (pen.) | Stadion: Anoeta Spectatori: 28,461 Arbitru: González González |  |

### Retur
| 24 ianuarie 2017 | Alavés | 0–0    | Alcorcón | Vitoria-Gasteiz                                                        |  |
| 22:15            |        | Raport |          | Stadion: Mendizorrotza Spectatori: 11,287 Arbitru: Iglesias Villanueva |  |

| 25 ianuarie 2017 | Eibar               | 2–2    | Atlético Madrid          | Eibar                                                  |  |
| 20:15            | Enrich 73' León 80' | Raport | Giménez 49' Juanfran 85' | Stadion: Ipurua Spectatori: 4,000 Arbitru: Jaime Latre |  |

| 25 ianuarie 2017 | Celta Vigo                 | 2–2    | Real Madrid             | Vigo                                                           |  |
| 22:!5            | Danilo 44' (o.g.) Wass 85' | Raport | Ronaldo 62' Vázquez 90' | Stadion: Balaídos Spectatori: 23,491 Arbitru: Sánchez Martínez |  |

| 26 ianuarie 2017 | Barcelona                                                | 5–2    | Real Sociedad               | Barcelona                                                      |  |
| 22:15            | D. Suárez 17', 82' Messi 55' (pen.) Suárez 63' Turan 80' | Raport | Juanmi 62' Willian José 73' | Stadion: Camp Nou Spectatori: 58,560 Arbitru: Martínez Munuera |  |

## Semifinală
| Echipa #1       | Total | Echipa #2 | Tur | Retur |
| --------------- | ----- | --------- | --- | ----- |
| Celta Vigo      | 0–1   | Alavés    | 0–0 | 0–1   |
| Atlético Madrid | 2–3   | Barcelona | 1–2 | 1–1   |

### Tur
| 1 februarie 2017 | Atlético Madrid | 1–2    | Barcelona           | Madrid                                                                     |  |
| 22:00            | Griezmann 59'   | Raport | Suárez 7' Messi 33' | Stadion: Vicente Calderón Spectatori: 48,214 Arbitru: De Burgos Bengoetxea |  |

| 2 februarie 2017 | Celta Vigo | 0–0    | Alavés | Vigo                                                            |  |
| 22:00            |            | Raport |        | Stadion: Balaídos Spectatori: 18,989 Arbitru: González González |  |

### Retur
| 7 februarie 2017 | Barcelona  | 1–1    | Atlético Madrid | Barcelona                                                 |  |
| 22:00            | Suárez 43' | Raport | Gameiro 83'     | Stadion: Camp Nou Spectatori: 67,734 Arbitru: Gil Manzano |  |

| 8 februarie 2017 | Alavés    | 1–0    | Celta Vigo | Vitoria-Gasteiz                                                |  |
| 22:00            | Édgar 82' | Raport |            | Stadion: Mendizorrotza Spectatori: 19,307 Arbitru: Mateu Lahoz |  |

## Finala
| Barcelona                          | 3–1    | Alavés   |
| ---------------------------------- | ------ | -------- |
| Messi 30' Neymar 45' Alcácer 45+3' | Raport | Theo 33' |

## Golgheteri
Actualizat la 27 mai 2017.
| Rank | Player              | Club            | Goals |
| ---- | ------------------- | --------------- | ----- |
| 1    | Wissam Ben Yedder   | Sevilla         | 5     |
| 1    | Lionel Messi        | Barcelona       | 5     |
| 2    | Édgar               | Alavés          | 4     |
| 2    | Antoine Griezmann   | Atlético Madrid | 4     |
| 2    | Juanmi              | Real Sociedad   | 4     |
| 2    | Mariano             | Real Madrid     | 4     |
| 2    | Ángel Correa        | Atlético Madrid | 4     |
| 2    | Federico Piovaccari | Córdoba         | 4     |
| 2    | Luis Suárez         | Barcelona       | 4     |
| 2    | Arda Turan          | Barcelona       | 4     |
| 2    | Ander Vitoria       | Barakaldo       | 4     |

Notă : Jucătorii scriși cu BOLD , aparțin campioanei Cupei Spaniei de anul acesta.